# Moteur V12 Matra Sports
Le moteur V12 Matra Sports  est un moteur thermique automobile à combustion interne destiné à la compétition automobile et à la  Formule 1.

## Caractéristiques
Ce moteur thermique essence quatre temps possède douze cylindres en V chemisés, ouverts à 60°, bloc en aluminium, refroidi par eau, doté d'un vilebrequin 7 paliers avec arbres à cames en tête commandé par une distribution par pignons à deux culasses en aluminium à soupapes en tête.

## Histoire

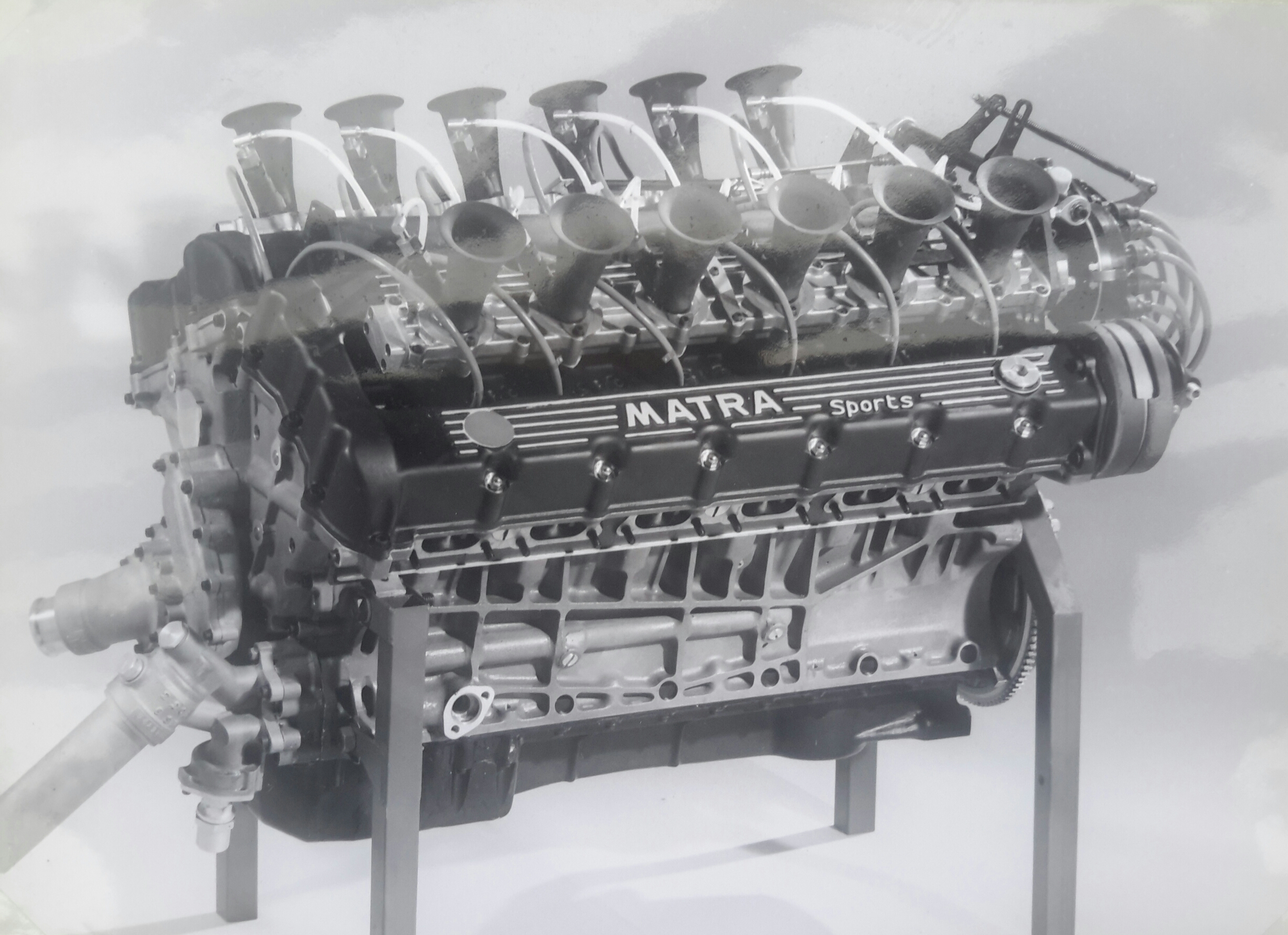
V12 Matra - première version

Ce moteur a été conçu par l'ingénieur Georges Martin, à qui l'on doit le moteur Poissy de Simca. Martin entre chez Matra fin 1966 grâce à Philippe Guédon, devenu par la suite PDG de Matra, son ancien collègue chez Simca sans savoir ce qu'on attend de lui. Jean-Luc Lagardère lui annonce qu'il est chargé de concevoir un moteur pour la Formule 1 qui doit développer 150 chevaux par litre,.
En 1982, Georges Martin développe un nouveau moteur 1,5 litre V6 à 120° turbocompressé développant 800 chevaux à 12 000 tours par minute pour suivre la mode des moteurs turbocompressés en Formule 1 ; il n'est jamais engagé en compétition.

## Résultats en championnat du monde de Formule 1
| Saison | Écurie                 | Châssis                              | Pneus    | Pilotes                                                                 | Grands Prix disputés | Points inscrits | Classement |
| ------ | ---------------------- | ------------------------------------ | -------- | ----------------------------------------------------------------------- | -------------------- | --------------- | ---------- |
| 1968   | Matra Sports           | Matra MS11                           | Goodyear | Jean-Pierre Beltoise Henri Pescarolo                                    | 12                   | 8               | 9e         |
| 1970   | Équipe Matra Elf       | Matra MS120                          | Goodyear | Jean-Pierre Beltoise Henri Pescarolo                                    | 13                   | 23              | 6e         |
| 1971   | Équipe Matra Sports    | Matra MS120B                         | Goodyear | Jean-Pierre Beltoise Chris Amon                                         | 10                   | 9               | 7e         |
| 1972   | Équipe Matra Sports    | Matra MS120C Matra MS120D            | Goodyear | Chris Amon                                                              | 11                   | 12              | 8e         |
| 1975   | UOP Shadow Racing Team | Shadow DN7                           | Goodyear | Jean-Pierre Jarier                                                      | 2                    | 0               | 19e        |
| 1976   | Ligier Gitanes         | Ligier JS5                           | Goodyear | Jacques Laffite                                                         | 16                   | 20              | 6e         |
| 1977   | Ligier Gitanes         | Ligier JS7                           | Goodyear | Jacques Laffite Jean-Pierre Jarier                                      | 17                   | 18              | 8e         |
| 1978   | Ligier Gitanes         | Ligier JS7 Ligier JS9                | Goodyear | Jacques Laffite                                                         | 16                   | 19              | 6e         |
| 1981   | Équipe Talbot Gitanes  | Ligier JS17                          | Michelin | Jacques Laffite Jean-Pierre Jarier Patrick Tambay Jean-Pierre Jabouille | 15                   | 44              | 4e         |
| 1982   | Équipe Talbot Gitanes  | Ligier JS17 Ligier JS17B Ligier JS19 | Michelin | Jacques Laffite Eddie Cheever                                           | 15                   | 20              | 8e         |